# Wilhelm Emil Mühlmann
Wilhelm Emil Mühlmann (* 1. Oktober 1904 in Düsseldorf; † 11. Mai 1988 in Wiesbaden) war ein deutscher Soziologe und Ethnologe.

## Leben
Wilhelm Mühlmann wuchs in Düsseldorf auf und legte dort 1925 sein Abitur ab. Im gleichen Jahr begann er sein Studium der Anthropologie bei Eugen Fischer in Freiburg. Er besuchte dort auch philosophische und rassenpsychologische Vorlesungen Edmund Husserls. Im Wintersemester 1926/1927 studierte Mühlmann Rassenhygiene bei Fritz Lenz in München und besuchte anthropologische Vorlesungen von Theodor Mollison. Danach wechselte er 1927 nach Hamburg, um Vorlesungen von Heinrich Poll, Siegfried Passarge und Walter Scheidt zu hören. Zum Wintersemester 1929/1930 wechselte er nach Berlin, wo er bei Richard Thurnwald Ethnologie und Soziologie studierte. Ab 1928 begann er zu veröffentlichen und wurde 1931 Redakteur der Zeitschrift Sociologus (die zuvor Zeitschrift für Völkerpsychologie und Soziologie hieß und von Richard Thurnwald gegründet worden war). Im September 1931 wurde er bei Thurnwald mit seiner Arbeit Die geheime Gesellschaft der Arioi: eine Studie über Polynesische Geheimbünde, mit besonderer Berücksichtigung der Siebungs- und Auslesevorgänge in Alt-Tahiti promoviert.
Von 1934 bis 1936 arbeitete Mühlmann als Assistent am Hamburger Völkerkundemuseum. 1935/1936 versuchte er sich in Hamburg zu habilitieren, scheiterte jedoch „wegen politischer Unzuverlässigkeit“. Walter Scheidt hatte ihm ein negatives Gutachten ausgestellt. Am 22. Dezember 1937 beantragte er die Aufnahme in die NSDAP und wurde rückwirkend zum 1. Mai desselben Jahres aufgenommen (Mitgliedsnummer 5.824.398).
Von 1937 bis 1938 arbeitete Mühlmann in Breslau als Leiter der ethnographischen Sammlung am Institut des Rassenanthropologen Egon von Eickstedt. 1938 konnte sich Mühlmann in Berlin am Kaiser-Wilhelm-Institut habilitieren. Ab 1939 arbeitete er als Privatdozent für Völkerkunde und Völkerpsychologie. Von 1937 bis 1943 war er Schriftleiter der Zeitschrift Archiv für Anthropologie und Völkerforschung. Kurz vor Kriegsende 1945 flüchtete Mühlmann mit seiner Frau von Berlin nach Wiesbaden.
Nach dem Krieg wurde Mühlmann 1947 aufgrund seiner angeblichen Tagebucheintragungen, die er unter dem Titel Dreizehn Jahre veröffentlichte, als „unbelastet“ entnazifiziert. Die Ethnologin Ute Michels, die den Nachlass von Mühlmann bearbeitete, stellte später fest, dass diese Veröffentlichung nicht mit den tatsächlichen Tagebüchern identisch war. Sie entlarvte die Veröffentlichung als ein aus „erfundenen und umdatierten Notizen aus den wirklichen Tagebüchern zusammengebrautes Elaborat“.
1949 fungierte er als Gutachter im Entnazifizierungsverfahren von Hans F. K. Günther (einer der Urheber der nationalsozialistischen Rassenideologie), in dem er aussagte, er habe in Günthers Schriften „nie etwas gefunden, was auch nur entfernt in Beziehung zu den sogenannten rassenpolitischen Maßnahmen des nationalsozialistischen Staates“ gestanden habe.
Bald nach ihrer Wiedergründung 1946 war Mühlmann (wie auch Günther) wieder als Mitglied in die Deutsche Gesellschaft für Soziologie aufgenommen worden. 1950 erhielt er an der neu gegründeten Universität Mainz eine Diätendozentur mit dem Titel Professor am heutigen Institut für Ethnologie und Afrikastudien. Von 1956 bis zu seinem Tod war er Mitherausgeber der Zeitschrift Homo. 1957 berief man ihn zum Ordentlichen Professor für Ethnologie und mit einer Venia für „Soziologie, speziell Völkerpsychologie“.
1960 übernahm er an der Universität Heidelberg, den neu gegründeten Lehrstuhl für Ethnologie, wo er das Institut für Soziologie und Ethnologie aufbaute und leitete. Den Lehrstuhl musste er zehn Jahre später wieder räumen, denn nach der Aufdeckung seiner nationalsozialistischen Vergangenheit hatten Studierende ihn unter Druck gesetzt. 1970 wurde Mühlmann vorzeitig emeritiert. Der Lehrstuhl für Ethnologie wurde an das Südasien-Institut verlagert.
Öffentliches Aufsehen erregte 1963/1964 eine in der Wochenzeitung Die Zeit ausgetragene Kontroverse um seine Vergangenheit, die ohne Folgen blieb.
Er starb am 11. Mai 1988 im Alter von 83 Jahren in Wiesbaden.

## Veröffentlichungen
Mühlmann arbeitet interdisziplinär vor allem in den Gebieten Sprachwissenschaft, Vor- und Frühgeschichte, Rassenforschung, Volksforschung, Völkerpsychologie und Soziologie, sowie Ethnographie und Ethnologie.
Er prägte den Begriff vom „ganzheitsanthropologischen Dreieck“ aus Anthropologie, Psychologie und Soziologie.

### Rasse und Völkerkunde(1936)
Mühlmann definiert Rasse als „eine Gruppe von Menschen, die ähnliche leib-seelische Persönlichkeitszüge aufweisen, und die ihren Gruppentypus durch Siebung und nachfolgende Auslese heranbilden und erhalten.“ (Mühlmann 1936, S. 213).

### Rassen, Ethnien und Kulturen(1964)
Mühlmann unterscheidet hier zwischen einer biologischen, genetisch bedingten „A-Rasse“ und einer soziologischen „B-Rasse“, die aufgrund von Gruppenbildungen und Gruppendifferenzierungen durch Kategorienbildungen entstehen. In seinen Werken über die Rasse beschäftigt sich Mühlmann auch mit „Hierarchien von Rassen“, „Rassenmischung“, „Rassenzüchtung“ und „Rassenhygiene“.

### Krieg und Frieden. Ein Leitfaden der politischen Ethnologie(1940)
Mühlmann löst hier den Widerspruch zwischen wissenschaftlich-zivilem und militärisch-politischem Handeln auf. Seiner Meinung nach sind Gesellschaftsprozesse als totaler Krieg zu betrachten. Ein friedliches Verhältnis ist demnach aufgrund der Komplexität der Gesellschaftsverhältnisse reine Fiktion. „Die Extremform des Krieges ist nicht etwa durch besondere Blutigkeit gekennzeichnet, sondern durch besonders planvollen, totalen Einsatz aller geistigen, wirtschaftlichen und technischen Machtmittel […]“. Frieden sei lediglich ein illusorisches Gedankengebilde, in dem Ökonomie, Technik und Wissenschaft nicht ausreichend in gesellschaftliche Zusammenhänge integriert seien.
Diese im Heidelberger Verlag Winter erschienene Schrift wurde nach Ende des Zweiten Weltkrieges in der Sowjetischen Besatzungszone auf die Liste der auszusondernden Literatur gesetzt.

### Assimilation, Umvolkung, Volkswerdung(1944)
Mühlmann kritisierte die Arbeitsweise der bisherigen Völkerkundler, die den Gesellschaften, den Menschen als „Kulturträgern“ zu wenig Beachtung geschenkt, sondern den Fokus zu stark auf die einzelnen Kulturelemente wie Technologie, Religion oder Sprache gelegt hätten. Hierbei kritisierte er auch die Kulturkreislehre von Pater Wilhelm Schmidt und Leo Frobenius. Der Fokus müsse von den Entstehungsmythen auf den „tatsächlichen Aufbau der Gesellschaft“ gelenkt werden.
Wichtig sei ebenso die Auswirkungen von Kontakten zwischen verschiedenen Gesellschaften zu beachten und sich mit „interethnischen Beziehungen“ zu beschäftigen, wobei besonders wichtig auch die Auswirkungen auf das Individuum sei.
Umvolkung umfasst allerdings lediglich einen Vorgang, der sich zwischen zwei Volksgruppen abspielt, was jedoch einen gewissen „volkhaften Reifezustand“ voraussetze.
Als Volk definiert Mühlmann die höchste Form menschlicher Gesellschaft. Wobei es nur wenige „echte Völker“ gäbe. Die meisten Gesellschaften seien lediglich ethnische Schichtungen, Religionsvölker, unverträgliche Mischungen oder schwebende Volkstümer. Als Voraussetzungen für die „Volkswerdung“ nennt Mühlmann: Gegebenheiten des Raumes, der Rasse und der geistigen Mächte. So sei beispielsweise den „Negriden“ im Gegensatz zu den „Mongoliden“ und vor allem den „Europiden“ der Schritt zur „Volkwerdung“ noch nie gelungen. Die Juden seien das „Scheinvolk“ schlechthin. Zu den „Schwebevölkern“ und „Scheinvölkern“ gehören bei Mühlmann auch Mestizen, Mulatten und Landstreicher. Ute Michel stellt die Verbindung zwischen Mühlmanns Terminus und der NS-Politik her: „Hier wird ein auf NS-Interessen zugeschnittener, ‚volkspolitischer’ Terminus erfunden, der eine umfassende ethnosoziologische Kategorie bildet, der sich willkürlich ethnisch verfolgte und religiös geächtete Bevölkerungsgruppen sowie soziale Randgruppen zuordnen ließen. Zugleich verschafft diese Kategorie dem NS-System den Anschein wissenschaftlicher Legitimität“.
Zur weiteren Differenzierung prägte Mühlmann den Begriff der Ethnie. Im Fall der „interethnischen Beziehungen“ sei demzufolge der „Assimilationsbegriff“ dem der „Umvolkung“ vorzuziehen. Die Wirksamkeit der Assimilation lässt sich nach Mühlmann an fünf Indikatoren messen: Statistik und Demographie der Naturvölker, Sprachenstatistik, Religionsstatistik, politische Expansion, kulturell-wirtschaftliche Expansion.

## Weitere Veröffentlichungen (Auswahl)
- Die geheime Gesellschaft der Arioi: eine Studie über polynesische Geheimbünde, mit besonderer Berücksichtigung der Siebungs- und Auslesevorgänge in Alt-Tahiti. Berlin, 1932.
- Rassen- und Völkerkunde: Lebensprobleme der Rassen, Gesellschaften und Völker. Braunschweig 1936.
- Methodik der Völkerkunde. 1938.
- Krieg und Frieden. Winter, Heidelberg 1940 (= Kulturgeschichtliche Bibliothek. Neue Folge, Band 2).
- Assimilation, Umvolkung, Volkwerdung. Ein globaler Überblick und ein Programm. Stuttgart 1944.
- Die Völker der Erde. Berlin 1944.
- Die Idee einer zusammenfassenden Anthropologie. In: Karl Gustav Specht (Hrsg.): Soziologische Forschung in unserer Zeit. Ein Sammelwerk. Leopold von Wiese zum 75. Geburtstag. Köln/Opladen 1951, S. 83–93.
- Chiliasmus und Nativismus. Reimer, Berlin 1961 (= Studien zur Psychologie, Soziologie und historischen Kasuistik der Umsturzbewegungen. Band 7).
- Homo Creator. Abhandlungen zur Soziologie, Anthropologie und Ethnologie. O. Harrassowitz, Wiesbaden, 1962.
- Rassen, Ethnien, Kulturen. Moderne Ethnologie. Neuwied/Berlin 1964.
- Kulturanthropologie. Köln/Berlin 1966.
- Geschichte der Anthropologie. Frankfurt,  Athenäum, 1968.
- Die Metamorphose der Frau. Weiblicher Schamanismus und Dichtung. Berlin 1981.